# Jan Wesołowski (fizyk)
Jan Wesołowski (ur. 13 września 1902 w Żerebkach, zm. 19 marca 1982) – polski fizyk, wykładowca Uniwersytetu Jagiellońskiego i Uniwersytetu Wrocławskiego.

## Życiorys
Urodzony 13 września 1902 w Żerebkach w powiecie żytomierskim na Wołyniu. Od 1910 uczył się w Żytomierzu, a rok później poszedł do przygotowawczej średniej szkoły handlowej w Berdyczowie. Po wojnie z powodu trudnej sytuacji pracował w browarze i udzielał korepetycji. W 1923 przyjęto go do siódmej klasy gimnazjum w Liceum Krzemienieckim, które ukończył w 1925 roku. W tym samym roku rozpoczął na Wydziale Filozoficznym Uniwersytetu Jagiellońskiego studia w zakresie fizyki, a w 1931 rozpoczął pracę na tej uczelni w zakresie fizyki cząsteczkowej.
W 1933 uzyskał stopień magistra filozofii z zakresu fizyki. W czasie pracy na UJ jako pierwszy prowadził systematyczne pomiary temperaturowej zależności współczynnika lepkości, gęstości i polaryzacji elektrycznej ciekłego selenu. W roku akademickim 1937/1938 odbywał staż u Pierre’a Augera, po czym jako pierwszy w Polsce podjął badania promieniowania kosmicznego, umieściwszy aparaturę w kopalni soli w Wieliczce. W czasie niemieckiej okupacji prowadził zajęcia w ramach tajnego nauczania. W 1943 uzyskał doktorat na podstawie pracy doktorskiej ogłoszonej w końcu sierpnia 1939 roku.
Pracownikiem UJ pozostał do jesieni 1948, po czym podjął pracę na Uniwersytecie Wrocławskim, na którym kontynuował badania promieniowania kosmicznego oraz zajmował się zastosowaniem izotopów promieniotwórczych i skażeniami radioaktywnymi środowiska. W 1955 uzyskał stopień docenta, a w 1964 został profesorem. W latach 1955–1963 współpracował z Wyższą Szkołą Pedagogiczną w Opolu, gdzie współorganizował Katedrę Fizyki. W latach 1966–1969 kierował Katedrą Fizyki Jądrowej, a następnie w latach 1969–1972 Zakładem Zastosowań Fizyki Jądrowej Instytutu Fizyki Doświadczalnej. W 1972 przeszedł na emeryturę, ale w następnych latach nadal prowadził zajęcia dydaktyczne i badania naukowe.
Aktywny członek Polskiego Towarzystwa Fizycznego. W 1957 współtworzył Klub Inteligencji Katolickiej we Wrocławiu.
Zmarł 19 marca 1982 i został pochowany na Cmentarzu Grabiszyńskim we Wrocławiu. We Wrocławiu upamiętniono go ulicą jego imienia.